# Parafia Wszystkich Świętych w Białymstoku (rzymskokatolicka)
Parafia pw. Wszystkich Świętych w Białymstoku – rzymskokatolicka parafia w Białymstoku, należąca do dekanatu Białystok–Bacieczki, archidiecezji białostockiej, metropolii białostockiej

## Historia parafii
Parafię powołał 27 czerwca 2005 arcybiskup białostocki Wojciech Ziemba. Została utworzona z terenów parafii Zmartwychwstania Pańskiego oraz św. Kazimierza. Pierwszym proboszczem nowej parafii został ks. Tadeusz Krawczenko.

## Miejsca święte
Kościół parafialny
Po pożarze drewnianego kościółka św. Kazimierza na cmentarzu św. Rocha 14 czerwca 1999, jeszcze w tym samym roku, proboszcz parafii Zmartwychwstania Pańskiego, ks. Tadeusz Krawczenko, rozpoczął budowę nowej świątyni według projektu Michała Bałasza.
W 2005 kościół pw. Wszystkich Świętych został główną świątynią nowo utworzonej parafii pod tym samym wezwaniem.
W głównym ołtarzu kościoła umieszczono wizerunek Matki Bożej Ostrobramskiej, na który 8 września 2007 uroczyście nałożył korony kardynał Henryk Gulbinowicz wraz z arcybiskupem białostockim Edwardem Ozorowskim, arcybiskupem moskiewskim Tadeuszem Kondrusiewiczem i biskupem warszawsko-praskim arcybiskupem Sławojem Leszkiem Głodziem.
Cmentarz
- Cmentarz św. Rocha

## Proboszczowie
Lista proboszczów parafii:
- 2005–2007 : ks. Tadeusz Krawczenko
- 2007–2015 : ks. kan Henryk Radziewicz
- od 2015 : ks. Grzegorz Kłoczko